# Tina Šutej
Tina Šutej (Ljubljana, 2 de novembro de 1991) é uma atleta eslovena especialista no salto com vara.

## Carreira

### Rio 2016
Tina Šutej representou seu país no Rio 2016, após se qualificar para as finais. Ficou em 11º lugar com 4.50m.